# ادوارد گریگ
ادوارد گریگ (به نروژی: Edvard Grieg) (زادهٔ ۱۵ ژوئن ۱۸۴۳ – درگذشتهٔ ۴ سپتامبر ۱۹۰۷) آهنگ‌ساز و نوازندهٔ پیانو اهل نروژ بود. او به عنوان یکی از آهنگسازان برجستهٔ دوره رمانتیک شناخته می‌شود، و موسیقی وی جزئی از مجموعه موسیقی کلاسیک استاندارد در سراسر جهان است. استفادهٔ او از موسیقی محلی نروژ در آثارش، برای کمک به توسعهٔ موسیقی نروژ، رشد هویت ملی و آگاهی بین‌المللی بود، همانگونه که ژان سیبلیوس برای فنلاند و بدریخ اسمتانا برای بوهم انجام دادند.
گریگ مشهورترین فرد اهل شهر برگن است، با تندیس‌های بی‌شماری که چهرهٔ او را به تصویر می‌کشد و بسیاری از مکان‌های فرهنگی به نام وی نامگذاری شده‌است مانند: بزرگترین ساختمان برگزاری کنسرت این شهر (تالار گریگ)، پیشرفته‌ترین مدرسهٔ موسیقی (آکادمی گریگ)، گروه کر حرفه‌ای (کر ادوارد گریگ) و «موزه ادوارد گریگ» که در خانه قبلی گریگ به میراث وی اختصاص یافته‌است.

## زندگی

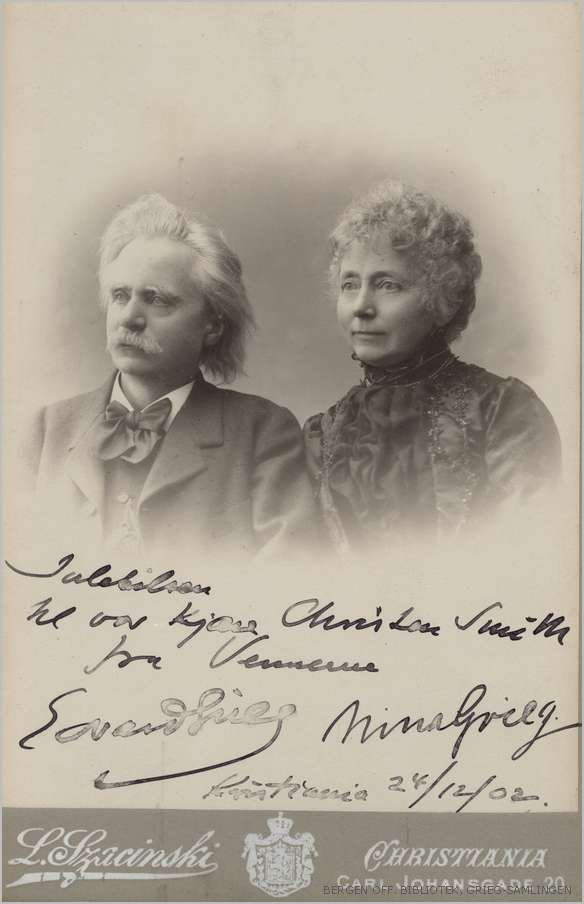
همراه با نینا گریگ (خواننده سوپرانو، همسر و دختر عمۀ بزرگ ادوارد گریگ)

ادوارد هاگروپ گریگ در برگن نروژ بدنیا آمد. والدین وی «الکساندر گریگ» (۱۸۰۶–۱۸۷۵)، بازرگان و معاون کنسول در برگن و «جودیت هاگروپ» (۱۸۱۴–۱۸۷۵) معلم موسیقی و دختر سیاستمدار، «ادوارد هاگروپ» بودند. ادوارد گریگ در یک خانوادهٔ موسیقی پرورش یافت. مادر او اولین معلم پیانو وی بود و به او آموخت تا از سن شش سالگی نوازندگی کند. وی در چندین مدرسهٔ متوسطه تحصیل کرد و در تابستان ۱۸۵۸ با «اله بول» نوازندهٔ برجستهٔ ویولن اهل نروژ آشنا شد. «اله بول» استعداد گریگ را به رسمیت شناخت و پدر و مادرش را ترغیب کرد که او را به کنسرواتوار لایپزیگ بفرستند. گریگ در کنسرواتوار ثبت نام کرد ولی از نظم و انضباط آنجا راضی نبود.
وی در بهار ۱۸۶۰ از دو بیماری خطرناکِ تنفسی، پلورزی و سل جان سالم به‌در برد. او از عفونت‌های تنفسی بی‌شماری رنج برد و در نهایت دچار نارسایی ترکیبی ریه و قلب شد. گریگ در نروژ و خارج از کشور بارها بستری شد و حتی چند تن از پزشکان‌اش به عنوان دوستان شخصی وی درآمدند.
ادوارد گریگ بعد از یک دوره بیماری طولانی، در اواخر تابستان سال ۱۹۰۷ و در سن ۶۴ سالگی در اثر نارسایی قلبی در بیمارستان شهر برگن، نروژ درگذشت.

## فعالیت‌ها

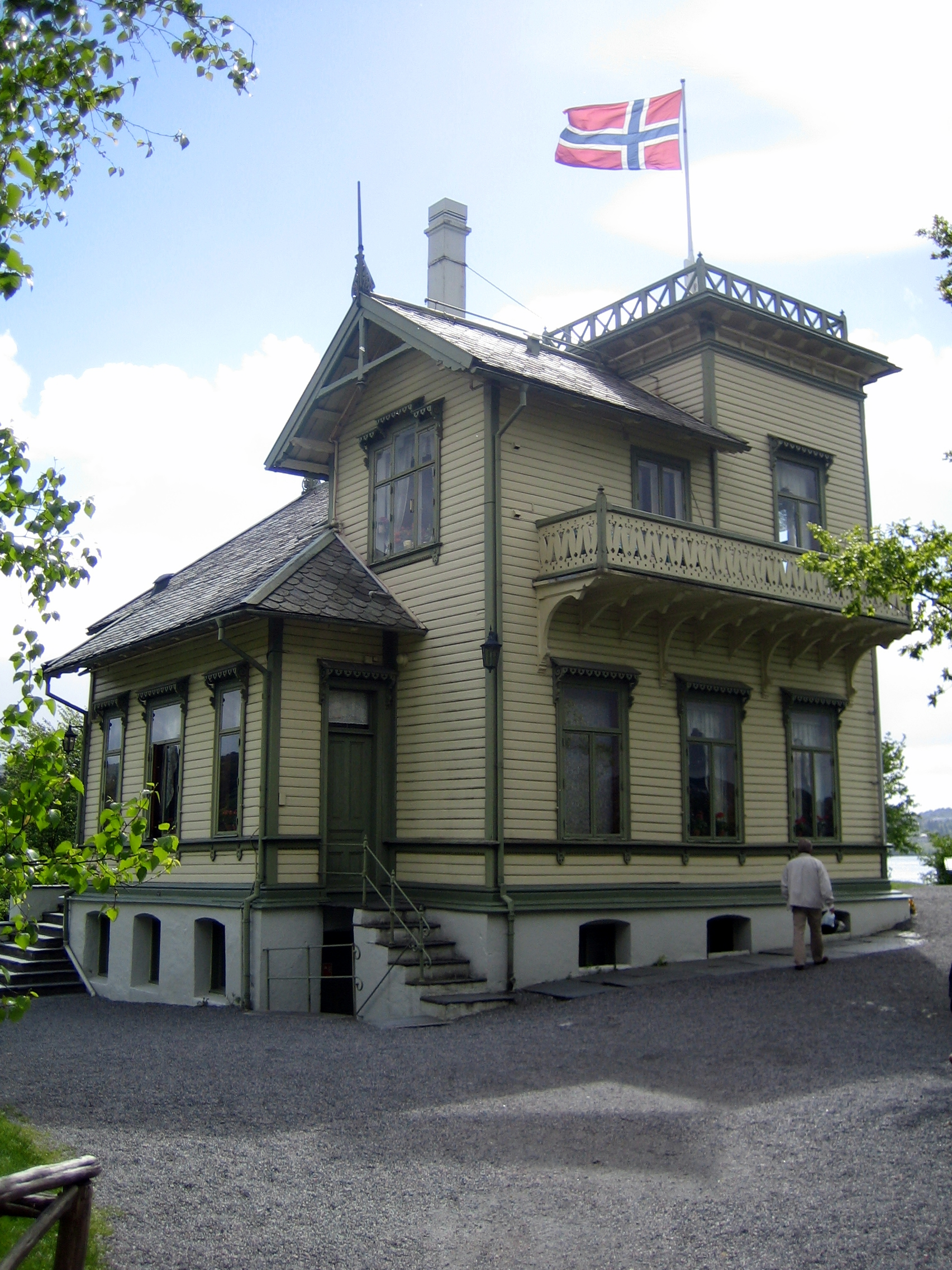
موزۀ ادوارد گریگ

گریگ در سال ۱۸۶۱ اولین کار خود را به عنوان پیانیست کنسرت در کارلسهامن سوئد آغاز کرد. در سال ۱۸۶۲ تحصیلات خود را در شهر لایپزیگ به پایان رساند و اولین کنسرت خود را در شهر زادگاهش برگن برگزار کرد که شامل سونات شماره ۸ پیانو اثر بتهوون بود. در سال ۱۸۶۳ گریگ به کپنهاگ دانمارک رفت و سه سال در آنجا ماند. وی با آهنگسازان دانمارکی «یوهان هارتمان» و «نیلز گید» ملاقات کرد. وی همچنین با ریکارد نرداک آهنگساز نروژی و آهنگساز سرود ملی نروژ که دوست خوب و منبع الهام گریگ بود، ملاقات کرد. نرداک در سال ۱۸۶۶ درگذشت و گریگ به افتخار او مراسم راهپیمایی تشییع جنازه را تشکیل داد.
در ۱۱ ژوئن ۱۸۶۷ گریگ با دختر عمهٔ بزرگ خود به نام «نینا هاگوپرت» (۱۹۴۵–۱۸۴۵)، خواننده سوپرانو ازدواج کرد. سال بعد تنها فرزندشان به نام «الکساندرا» به دنیا آمد. الکساندر در سال ۱۸۶۹ بر اثر بیماری مننژیت درگذشت.
گریگ در سال ۱۸۶۸ هنگامی که تعطیلات تابستانی خود را در دانمارک می‌گذراند، کنسرتو پیانو خود را در لا مینور نوشت.
در سال ۱۸۶۸ فرانتس لیست که هنوز با گریگ ملاقات نکرده بود، برای وزارت آموزش نروژ توصیه‌ای نوشت که منجر به دریافت کمک هزینه سفر برای گریگ شد. این دو نفر در سال ۱۸۷۰ در رم با هم ملاقات کردند. در اولین دیدار، آنها به اجرای سونات شماره ۱ ویولن گریگ رفتند که لیست را بسیار خوشحال کرد. در دومین بازدید خود در ماه آوریل، گریگ نسخه خطی از کنسرتو پیانو خود را (از جمله تنظیم ارکسترال) انجام داده بود، با خود آورد. اجرای دستخط کنسرتو با پیانو توسط لیست وی را بسیار تحت تأثیر قرار داد و گریگ را تحسین کرد گرچه گریگ به او خاطرنشان کرد که با عجله موومان اول را نوشته‌است. لیست همچنین برای ارکستراسیون توصیه‌هایی را به گریگ (به عنوان مثال، دادن ملودی تم دوم در موومان اول به یک ترومپت سولو) کرد.
در سال‌های ۱۸۷۴ تا ۱۸۷۴ گریگ بنا به درخواست هنریک ایبسن، موسیقی صحنهای را برای نمایش پیر گینت آهنگسازی کرد. گریگ ارتباط نزدیکی با «ارکستر فیلارمونیک برگن» داشت و بعداً از سال ۱۸۸۰ تا ۱۸۸۲ مدیر موسیقی این ارکستر شد. در سال ۱۸۸۸ گریگ در لایپزیگ با چایکوفسکی ملاقات کرد. گریگ تحت تأثیر وی قرار داشت و زیبایی، اصالت و گرمی موسیقی چایکوفسکی را می‌ستود.
در ۶ دسامبر ۱۸۹۷، گریگ و همسرش برخی از آثار خود را در یک کنسرت خصوصی در قلعه ویندزور برای ملکه ویکتوریا و دربار اجرا کردند.
گریگ به دو دکترای افتخاری نایل شد، ابتدا از دانشگاه کمبریج در سال ۱۸۹۴ و دیگری توسط دانشگاه آکسفورد در سال ۱۹۰۶ به وی اعطا شد.

## آهنگسازی
برخی از کارهای اولیه گریگ شامل سمفونی (که بعداً آن را نادیده گرفت) و یک سونات پیانو است. او همچنین سه سونات ویولن و یک سونات ویولنسل نوشت. گریگ همچنین موسیقی حیرت‌انگیزی را برای نمایش هنریک ایبسن (پیر گینت) ساخت که شامل اثر معروف او با عنوان در قصر پادشاه کوهستان است و «سوئیت هولبرگ» که ابتدا برای پیانو نوشته شده بود ولی بعداً توسط آهنگساز برای ارکستر زهی تنظیم شد.
گریگ همچنین ترانه‌هایی را نوشت که در آن از اشعار شاعران: هاینریش هاینه، یوهان ولفگانگ فون گوته، هنریک ایبسن، هانس کریستیان آندرسن، رودیارد کیپلینگ و دیگران استفاده شده‌است. گریگ بسیاری از آثار پیانویی را خودش قبل از مرگ اجرا و ضبط کرد.

## فهرست آثار
- سونات پیانو در می مینور اپوس ۷

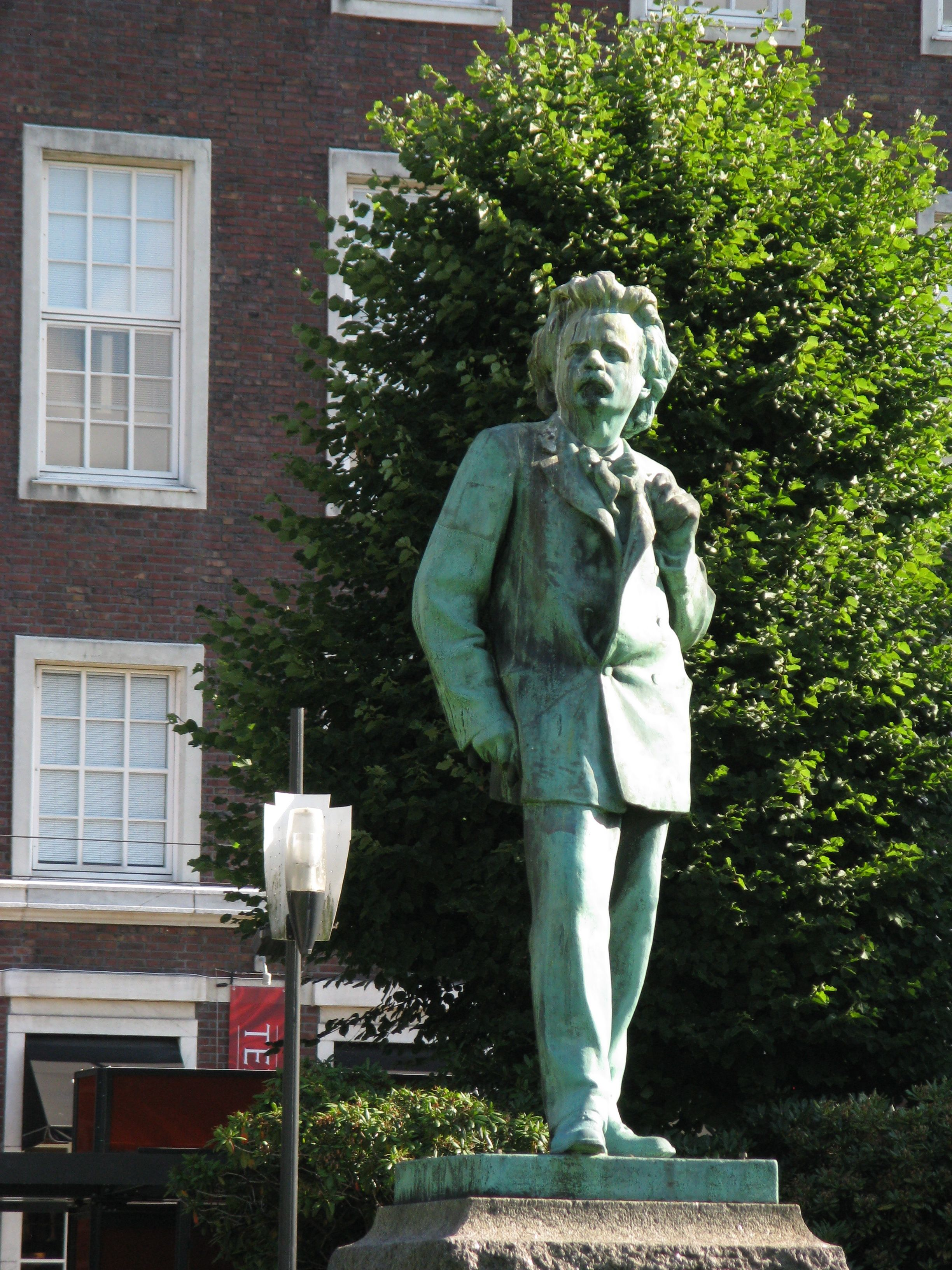
مجسمۀ ادوارد گریگ در شهر برگن، اثر: «اینگبریگت ویک»

- سونات ویولن شماره ۱ در فا ماژور اپوس ۸
- کنسرت اوورتور «در پاییز» اپوس ۱۱
- کنسرتو پیانو در لا مینور اپوس ۱۶
- موسیقی صحنه برای بیورنستیرنه بیورنسون اپوس ۲۲
- موسیقی صحنه «پیر گینت» اپوس ۲۳
- بالاد در فرم واریاسیون بر روی یک آهنگ محلی نروژی در سل مینور اپوس ۲۴
- کوارتت زهی در سل مینور اپوس ۲۷
- آلبوم برای گروه کر مردان اپوس ۳۰
- دو مرثیه برای زهی‌ها یا پیانو اپوس ۳۴
- چهار رقص نروژی برای پیانو با چهار دست اپوس ۳۵
- سونات ویلنسل در لا مینور اپوس ۳۶
- «سوئیت هولبرگ» برای پیانو، تنظیم بعدی برای ارکستر زهی اپوس ۴۰
- سونات ویولن شماره ۳ در دو مینور اپوس ۴۵
- سوئیت پیرگینت شماره ۱ اپوس ۴۶
- سوئیت شاعرانه برای ارکستر اپوس ۵۴ (ارکستراسیون چهار قطعه از قطعات شاعرانه)
- سوئیت پیرگینت شماره ۲ اپوس ۵۵
- سوئیت از «سیگورد جورسلفر»[د] اپوس ۵۶
- چهار رقص سمفونیک برای پیانو، تنظیم بعدی برای ارکستر اپوس ۶۴
- سری آهنگ «هاگتوسا»[ذ] براساس اشعار آرنه گاربورگ اپوس ۶۷
- «اسلاتر»[ر] (رقص دهقانان) برای پیانو اپوس ۷۲
- شصت و شش قطعات شاعرانه برای پیانو در ده کتاب اپوس‌های: ۱۲، ۳۸، ۴۳، ۴۷، ۵۴، ۵۷، ۶۲، ۶۵، ۶۸

## یادداشت
1. ↑  Edvard Hagerup Grieg
2. ↑  Alexander Grieg
3. ↑  Judithe Hagerup
4. ↑   Edvard Hagerup
5. ↑  Johan Peter Emilius Hartmann
6. ↑   Niels Gade
7. ↑   Nina Hagerup
8. ↑  Holberg Suite
9. ↑  Ingebrigt Vik
10. ↑  Sigurd Jorsalfar
11. ↑  Haugtussa
12. ↑  Slåtter

### آثار ضبط شده
- سونات شماره ۱ در فا ماژور موومان اول
- سونات شماره ۱ در فا ماژور موومان دوم
- سونات شماره ۱ در فا ماژور موومان سوم
- سونات شماره ۳ در دو مینور موومان اول
- سونات شماره ۳ در دو مینور موومان دوم
- سونات شماره ۳ در دو مینور موومان سوم

### نت‌های موسیقی
- نت‌های رایگان اثرِ ادوارد گریگ در پروژه بین‌المللی کتابخانه نت‌های موسیقی (IMSLP)
- نت‌های رایگان اثر ادوارد گریگ در کتابخانه موسیقی کرال با مالکیت عمومی (کُرال‌ویکی)